# ライル・テイラー
ライル・テイラー（1990年3月29日 - ）はモントセラトのサッカー選手。ポジションはFW。ウィコム・ワンダラーズFC所属。

## 経歴
2009年7月1日にミルウォールFCとの契約が終了したのち、コンコード・レンジャーズFCに加入した。34得点を挙げたのち、AFCボーンマスのトライアルを受け、2年契約を結んだ。
2012年7月、フォルカークFCと契約した。シーズン終了後にロザラム・ユナイテッドFCへの移籍がフォルカークによって許可されたが、テイラーはこれを拒絶した。テイラーは間も無く、シェフィールド・ユナイテッドFCと2年契約を結んだ。
2014年6月、スカンソープ・ユナイテッドFCに加入した。
2015年7月14日、AFCウィンブルドンに加入した。2017-18シーズンには44得点を記録し、フットボールリーグにおけるウィンブルドンでのクラブ記録を更新し、自身もフットボールリーグ1の得点王となった。
2018年6月27日、チャールトン・アスレティックFCと2年契約を結んだ。2019年12月31日のダービー・カウンティFC戦では、PKを助走でゆっくりと歩いて決め、「スローモーションPK」と称され話題になった。
2020年8月15日、ノッティンガム・フォレストFCに加入した。
2023年11月15日、ウィコム・ワンダラーズFCに加入した。